# Piero Ricci (calciatore 1922)
Piero Ricci (Cesena, 10 gennaio 1922 – 9 maggio 2020) è stato un calciatore italiano, di ruolo attaccante.

## Carriera
Nella stagione 1946-1947 realizza 15 reti in 30 presenze nel campionato di Serie B con la maglia del Pescara, con cui gioca anche nella stagione 1947-1948, nella quale realizza 4 reti in 24 incontri di campionato. Viene riconfermato dai biancazzurri anche per la stagione 1948-1949, nella quale gioca 27 partite senza mai segnare nel campionato cadetto, che la formazione abruzzese conclude retrocedendo in Serie C. Ricci rimane in rosa nel Pescara per una quarta stagione, la 1949-1950, nella quale disputa il campionato di Serie C, al termine del quale la sua squadra retrocede in Promozione.
In carriera ha giocato 81 partite e segnato 19 gol nel campionato di Serie B.